# Кучеренко, Сергей Сергеевич
Серге́й Серге́евич Кучере́нко (укр. Сергі́й Сергі́йович Кучере́нко; род. 7 января 1984, Кировоград) — украинский футболист, полузащитник клуба «Крымтеплица».

## Биография

### Клубная карьера
Родился в Кировограде в семье футболиста и тренера Сергея Петровича Кучеренко. В два года вместе с семьёй переехал в Одессу. Кучеренко является воспитанником школы местного «Черноморца», где тренером был его отец. В детско-юношеской футбольной лиге Украины выступал с 1998 года по 2001 год за «Черноморец» и ДЮСШ-11.
В 2001 году находился в расположении клуба «Портовик» из Ильичёвска, который выступал во Второй лиге Украины. Однако в составе команды не одной игры так и не провёл. В 2002 году оказался в составе «Николаева». 27 сентября 2002 года сыграл единственный матч за «Николаев» в Первой лиге Украины в домашней игре против алчевской «Стали» (2:1), Кучеренко вышел на 77 минуте вместо Владимира Возного.
Осенью 2002 года начал играть в команде «Олимпия ФК АЭС» во Второй лиге. Всего за клуб провёл 32 матча и забил 3 гола в лиге и 1 матч в Кубке Украины. Во второй половине сезона 2003/04 перешёл хмельницкое «Подолье», где тренером был его отец. Также Кучеренко мог перейти в овидиопольский «Днестр». В команде Сергей стал основным игроком. Зимой 2006 года побывал на просмотре в латвийском «Вентспилсе», а через год лиепайском «Металлурге». Однако с клубами из Латвии контракты он не подписал. В «Подолье» он провёл около трёх лет и сыграл в 99 играх и забил 23 мяча в чемпионатах, в Кубке он сыграл 2 матча и забил 1 гол.
В марте 2007 года его отец возглавил ивано-франковский «Спартак». Вместе с ним в команду перешёл и Сергей. В составе команды он провёл всего 3 игры, в которых забил 1 мяч. Летом 2007 года выступал за одесскую любительскую команду «Иван». Он сыграл в 2 матчах и забил 1 гол в любительском чемпионате Украины и 3 игры в Кубке регионов.
Летом 2007 года Кучеренко-старший возглавил черниговскую «Десну» и его сын стал одним из игроков, которых он пригласил в свою новую команду. За «Десну» Сергей выступал на протяжении полутора года, стал одним из лидеров клуба, провёл в Первой лиге 56 игр и забил 13 мячей, в Кубке Украины провёл 4 матча и забил 2 гола. В декабре 2008 года побывал на просмотре в калининградской «Балтике», а затем в одесском «Черноморце». В январе 2009 года Сергей побывал на просмотре в симферопольской «Таврии», однако контракт с клубом он не подписал.
После того как, он побывал на просмотре в «Таврии», к нему поступило предложение от молодёжненской «Крымтеплицы». В феврале 2009 года стал бронзовым призёром Кубка Крымтеплицы. В матче за 3-е место «Крымтеплица» обыграла «Форос» (2:2 основное время и 4:3 по пенальти). В итоге Кучеренко подписал контракт с «Крымтеплицей» в марте 2009 года. В сезоне 2008/09 Кучеренко сыграл за тепличников в 11 играх и забил 4 мяча.
Первая половина сезона 2009/10 для Кучеренко была менее результативна чем вторая, он забил 3 мяча в 16 играх. В феврале 2010 года вместе с командой выиграл Кубок Крымтеплицы, в финале клуб обыграл бурштынский «Энергетик» (2:0). В октябре 2009 года «Крымтеплицу» возглавил Александр Севидов и во второй половине сезона Кучеренко забил 16 мячей в 17 матчах, в том числе 5 дублей и 1 хет-трик. В итоге выступая на позиции полузащитника, он с 19 забитыми мячами стал лучшим бомбардиром Первой лиги сезона 2009/10, также Кучеренко был признан лучшим игроком этого сезона по версии газеты «Украинский футбол». Всего за «Крымтеплицу» в Первой лиге провёл 44 матча и забил 23 гола, в Кубке Украины он сыграл 3 игры и забил 1 мяч.
Летом 2010 года подписал трёхлетний контракт с киевской «Оболонью». По мнению сайта Football.ua Кучеренко стал топ-новичком «Оболони» в летнее трансферное окно. 9 июля 2010 года дебютировал в Премьер-лиге Украины в 26 лет в домашнем матче против киевского «Динамо» (2:2), Кучеренко вышел на 80 минуте вместо Игоря Пластуна. Всего в первой половине сезона 2010/11 он забил 3 мяча с пенальти в 14 матчах и стал одним из разочарований первого круга в «Оболони».
9 апреля 2011 года в выездном матче против донецкого «Шахтёра» (0:1), Кучеренко в конце встречи на 86 минуте, ударом со штрафного забил победный гол «Оболони» в ворота Рустама Худжамова. Это поражение для «Шахтёра» стало первым на «Донбасс Арене». Всего в сезоне 2010/11 он провёл 21 матч и забил 4 мяча в чемпионате Украины, 1 матч в Кубке Украины и 1 матч, в котором он забил 1 гол в молодёжном первенстве Украины.
Летом 2011 года был выставлен на трансфер. В итоге перешёл на правах аренды в «Говерлу-Закарпатье», где тренером был Александр Севидов. Выступая за клуб на протяжении полугода провёл в Первой лиге 20 матчей и забил 3 мяча и в Кубке 3 игры в которых забил 1 мяч.
В январе 2012 года вернулся в «Оболонь» за которую играл до конца года. Александр Слободян, президент клуба критически высказывался об отправке Кучеренко в аренду в «Закарпатье».
С апреля 2013 года играл за МФК «Николаев». 8 сентября 2016 года был заявлен за клуб «Крымтеплица» выступающий в чемпионате Крыма.

### Карьера в сборной
В 2007 году вызывался в состав студенческой сборной Украины.

## Достижения
- Лучший бомбардир Первой лиги Украины (1): 2009/10

## Личная жизнь
Женат на девушке Юлии, вместе воспитывают дочь Софию.